# Tabella Lanuvina
La Tabella Lanuvina è un'iscrizione ritrovata a Lanuvio riportante un verso saturnio probabilmente riferito al dioscuro Castore. 
Risale circa al VI secolo a.C. e ad oggi, causa il latino molto arcaico utilizzato e l'assenza di altre porzioni di testo, non è possibile risalire con certezza al significato di questo verso. 